# 木村三浩
木村 三浩（きむら みつひろ、1956年（昭和31年）10月19日 - ）は、日本の新右翼・社会活動家、 民族主義者。愛国政治団体「一水会」代表。「月刊レコンキスタ」発行人。一般社団法人世界愛国者交流協会代表理事。
元統一戦線義勇軍議長。慶應義塾大学戦没者追悼実行委員会委員。比較憲法学会、三田文学会、日本ペンクラブ会員。国際組織NASYO（非同盟諸国学生青年会議）元常任理事（1998 - 2003年）。愛国者インターナショナル世界大会（準）実行委員。日本クルド交流連絡会顧問。モスクワ、パリ、ウイーン等、世界愛国者会議に数度にわたって出席。

## 略歴・人物
1956年（昭和31年）東京都文京区小石川生まれ。小学3年で日野市に移る。ベトナム戦争中に隣の立川基地から旋回してくる米軍輸送機の飛行に疑問を持って育つ。高校は国士舘高校に入学。入学式で軍艦マーチにあわせて入場してくる学校長の演出に圧倒され共感する。高校の友人達と軍歌研究を行う。
1973年（昭和48年）、群馬県前橋市で開催された日本教職員組合定期大会抗議活動に高校の先輩と共に参加。本格的に右翼活動に目覚める。
1978年（昭和53年）、当時所属していた「日本青年社」の「尖閣列島領有決死隊」の一員として、尖閣諸島に上陸。灯台を建設する。以後、同島へは2回上陸し、領有権を主張する行動に務めた。
1981年（昭和56年）、「反米愛国・抗ソ救国・民族自決・反権力」を掲げた新右翼「統一戦線義勇軍」の結成に参画し議長に。日本のアメリカからの独立を求める「ヤルタ・ポツダム体制打破」へ向けた活動を展開。とくに、右翼民族派では画期的な池子米軍住宅建設反対運動などの闘いを実践。

### 東郷健イラスト問題での対応
1984年（昭和59年）7月、『新雑誌X』1984年8月号に同誌編集長丸山実と雑民党の東郷健が、昭和天皇がマッカーサーに犯されているイラストを掲載、このことが右翼から不敬とされ問題視される。これを掲載した東郷と野村秋介、鈴木邦男があるパーティーで肩を組んで撮られたスチールが『噂の真相』のグラビアを飾り、「新右翼は極めつけの不敬者と親しいのか」との批判が右翼内部から巻き起こった。これに対して何者かが『新雑誌X』の事務所と東郷健の自宅を襲撃。一方、木村は公開討論会を東郷に要求していたが、東郷はこれを拒否。偶然にも、新宿区の路上で東郷と出くわした木村が「あなたは東郷健でしょ？」と問うたところ、東郷は「私は違う」と否認した。木村はこの東郷のシラを切る態度に抗議して、殴った。その後、東郷本人は「肋骨を折られた」と言っている。そして、反権力を主張していたものの、東郷が被害届を出し、木村は傷害罪で逮捕される。

### 大学入学〜一水会代表として
1988年（昭和63年）、活動の領域を広めるため、慶應義塾大学法学部政治学科（乙類）に入学し、英語の単位修得に苦労するも、社会政治活動と両立させ、1996年（平成8年）卒業（法学士）。同年、在学中は憲法改正論を研究テーマにし卒業論文の指導は憲法学者の小林節教授だった。その後、慶應義塾大学大学院法学研究科にて外国法の単位を取得し、社会活動、言論活動に幅を持って対処していく。同大学創立150年に際してOB有志らとともに、塾員・塾生の出征で散華された先輩たちの慰霊・鎮魂を提起し実行している。
1992年（平成4年）、一水会書記長となる。4月にバグダッドを訪問し、バース党との間に「反大国主義、民族自決」を原則とする議定書を交わし調印。「対米自立」という観点を堅持しつつ、国際的な視点から湾岸戦争以降のイラク、NATO空爆後のユーゴスラヴィア（現セルビア・モンテネグロ）などを訪問。そのほか、フランス、ドイツ、ロシア、リビア、シリア、マレーシアなど各国の民族主義政党・団体と交流し、民族派同士の国際連帯を構築している。イラクには20回以上足を運んでいる。
1998年（平成10年）、バグダッドに本部のある国際組織「NASYO」（非同盟諸国学生青年会議）常任理事に就任。
2000年（平成12年）2月、一水会代表に就任。
2002年（平成14年）、ロシア自由民主党のジリノフスキー党首が主催する「世界右翼政党会議」に参加。フランス国民戦線などと共に、「愛国者インターナショナル」会議に参加。南北問題の是正と反グローバリゼーションの活動を展開する。
2003年（平成15年）3月、アメリカのイラク侵略攻撃に断固抗議。侵略直前、バグダードでの国際会議でアメリカの侵略戦争に抗議する。イラク攻撃の理由とされた「大量破壊兵器」保有疑惑については、一貫して「イラクは大量破壊兵器を保有していない」と攻撃前から主張。
2007年（平成19年）1月、前年12月に処刑されたサダム・フセイン大統領の追悼会を日本で唯一行う。
一水会機関紙「月刊レコンキスタ」では、追悼文を掲載。著名な講師陣を招いての一水会フォーラムの講演録をムック化した『せめぎあう言霊』を発刊。また、木村ゼミを主宰し、「右翼民族派の思想と行動」を毎月一回講義している。2009年（平成21年）度は第六期生まで数えている。
2010年（平成22年）1月18日、フォーラム神保町と現代深層研究会主催の緊急シンポジウム「『新撰組』化する警察&検察&官僚がニッポンを滅ぼす！」に、青木理、魚住昭、大谷昭宏、岡田基志、郷原信郎、佐藤優、鈴木宗男、田原総一朗、平野貞夫、宮崎学らとともに参加した。フォーラムの中で木村は、ネット右翼について論評し、差別用語や蔑視する言葉、相手に対してえげつない言葉を使っているとして、「右翼の品格にあらず」と批判した。
2010年（平成22年）5月、グルジアからの独立を果たした南オセチア共和国を一水会代表団として訪問し、ココイトイ大統領、外務大臣、国会議長らと会見した。その後、ロシアのモスクワにて北方領土問題の解決や日ロ関係の打開のため、ロシア外務省のガルージン局長と会談。
2010年（平成22年）8月12、13日、東京にて「世界平和をもたらす愛国者の集い」を開き、国民戦線のジャン＝マリー・ル・ペン党首ら欧州の愛国政党党員を招いた。翌日、彼らを率いて靖国神社を参拝する。

### 徳洲会事件における仲介と500万円の受領
2014年1月、猪瀬直樹東京都知事（当時）が徳洲会グループから現金5000万円を受け取っていた問題（徳洲会事件）で、徳田と猪瀬を仲介した一水会の木村の元に5000万円のうちの500万円が渡っていたという事実が発覚した。木村は500万円の受領を認め「事業資金を一時的に貸してほしいと自分から頼み、猪瀬さんの事務所で奥さんから借りた。貸し借りは私と奥さんしか知らない」と説明した。借用書はなかった。しかし、500万円の全額を返済している。 

### クルド人との共闘
2024年1月21日、日本クルド交流連絡会顧問に就任。クルド人が街を破壊しているなど、ありもしない差別的なヘイトに反対し、日本人のデタラメ、誇張した言説の心証にあきれる。自ら正さず、排外主義の煽動こそ、日本人の精神が弱くなっていることを指摘。実際に、日本クルド文化協会の構成員らとともに合同パトロールを行い、「ルールの遵守」を呼びかけるビラ配りをしている。埼玉県川口市・蕨市周辺に在住している在日クルド人の問題を解決するために、日本文化をレクチャーし、交流、連絡、相互理解を促進。クルド人の祭りといわれる「ネウロズ」にも参加している。

### 一水会結成50年大会
2024年（令和6年）5月17日、日本プレスセンターにて一水会結成50年大会が開催された。現職国会議員、外交団（8カ国の大使館など）、経済人、学者、ジャーナリストなど400名を集め、盛大に挙行された。日本の対米自立、主権回復、世界平和を目指し、活動を展開することを改めて訴えた。

## 著書

### 単著
- 『右翼はおわってねえぞ！ 新民族派宣言』（雷韻出版・2001年）
- 『「男気」とは何か 軟弱なる時代に学ぶべきこと』（宝島社新書・2007年）
- 『憂国論 新パトリオティズムの展開』（彩流社・2007年）
- 『お手軽愛国主義を斬る〜新右翼の論理と行動〜』（彩流社・2013年）
- 『鬼畜米英 がんばれサダム・フセイン ふざけんなアメリカ!!』（鹿砦社・2003年）
- 『スゴイぞ! プーチン 一日も早く日露平和条約の締結を!』（鹿砦社 2017）

### 共著
- 『領土とナショナリズム 民族派と非国民派の対話』前田朗共著 三一書房 2013
- 『ウクライナ危機の実相と日露関係 ウクライナ情勢、北方領土問題はどうなるロシア側からは問題はどう見えているか日本の立場を問う』東アジア共同体研究所編 鳩山友紀夫,下斗米伸夫,コンスタンチン・サルキソフ,アナトリー・コーシキン,高野孟共著 花伝社 友愛ブックレット 2015
- 『東アジアに平和の海を 立場のちがいを乗り越えて』前田朗共著（彩流社・2016年）
- 『ガザ虐殺を考える　その悲痛で不条理な歴史と現状を知るために』森達也編著（論創社・2024年）

### 翻訳
- マリーヌ・ル・ペン『自由なフランスを取りもどす 愛国主義か、グローバリズムか』編集　花伝社、2017

### 論文
- 国立情報学研究所収録論文 - 国立情報学研究所

## 関連団体・人物
- 表現者クライテリオン
- 月刊日本
- 紙の爆弾
- 鈴木邦男
- 伊藤好雄
- 西部邁
- 小林節
- 富岡幸一郎
- 藤井聡
- 前田日明
- 西田昌司
- ブルーノ・ゴルニッシュ
- ジャン=マリーヌ・ルペン